# Gran Casino Los Ángeles
El Enjoy Los Ángeles  ex Gran Casino de Juegos Los Ángeles es un casino de juego ubicado en la ciudad chilena de Los Ángeles, al sur del país. Es de propiedad y administrado por la compañía Enjoy.
Fue inaugurado el 29 de julio de 2008. Cuenta con un Hotel Sheraton de cuatro estrellas con 90 habitaciones, gimnasio, spa y centro de convenciones para 500 personas. 